# 開沼豊
開沼豊（かいぬま ゆたか、1980年6月25日 - ）は、埼玉県出身の放送作家、脚本家、演出家、コピーライター、俳優。血液型O型。東京造形大学造形学部デザイン学科卒。元マセキ芸能社所属のピン芸人（2001年から2009年5月まで）。当時の芸名は「豊」。現在、ブルーエール所属。日本脚本家連盟会員。演劇ユニット「お願い鋼鉄ビンタ」の作・演出を担当。 2016年5月に解散。2018年劇団ロクタクを旗揚げ。

## 作家として担当

### テレビ
- クレヨンしんちゃん（テレビ朝日、脚本）
- 突げき!元気商店街（テレビ東京、構成）
- notyLIVE（NOTTV、構成）
- 世界初!日韓スーパーコラボ！Drawing Show『The Cube』（TOKYO MX、構成）
- 熱血BO-SO TV（千葉テレビ放送、構成）
- おとなのびっくりクリニック（日本海テレビジョン放送、構成）
- ご姉弟物語（テレビ朝日、プロット）
- モーニングCROSS（TOKYO MX、構成）
- おねこうTV（ケーブルテレビWINK、構成・出演）

### テレビドラマ
- ハイポジ 1986年、二度目の青春。（2020年、テレビ大阪・BSテレ東） - 脚本

### 連載
- 中日新聞プラス『妄想の達人』
- ライフスタイルマガジン『建てる住まう楽しむ』
- フリーペーパー『ハマサキマガジン』

### ラジオ
- 夕焼けSHUTTLE（エフエムナックファイブ、構成）
- シアターマツモト@マーク（J-WAVE、脚本・出演）

### アプリ
- 毎日新聞「TAP-i」（構成）

### インターネットアニメ
- シンエイ動画ぷちアニ劇場「ポテッコベイビーズ」（脚本）

### おねがい鋼鉄ビンタ
- お願い鋼鉄ビンタvol.1「妖怪大迷惑」しもきた空間リバティ　2010.8.21 - 22（作・演出・出演）
- お願い鋼鉄ビンタvol.2「Let'sヨウソロ！」小劇場楽園　2011.1.14 - 16（作・演出）
- お願い鋼鉄ビンタvol.3「ONE ROOM×同居可」小劇場楽園　2011.9.14 - 18（作・演出・出演）
- お願い鋼鉄ビンタvol.4「スタンドイン」新宿サニーサイドシアター　2012.2.8 - 12（作・演出）
- お願い鋼鉄ビンタvol.5「Re:サービス」劇場MOMO　2012.6.5 - 10（作・演出）
- お願い鋼鉄ビンタvol.6「幸町ポータブルランド」OFF・OFFシアター　2012.9.25 - 30（作・演出）
- お願い鋼鉄ビンタvol.7「時空堂」劇場MOMO　2013.4.10 - 14（作・演出・出演）
- お願い鋼鉄ビンタvol.8「コップの中の嵐」シアターブラッツ（作・演出・出演）
- お願い鋼鉄ビンタvol.9「さよならメッセンジャー」テアトルBONBON（作・演出・出演）
- お願い鋼鉄ビンタvol.10「ウェイ」小劇場楽園（作・演出・出演）
- お願い鋼鉄ビンタvol.11「時空堂revival」シアターモリエール（作・演出・出演）
- お願い鋼鉄ビンタvol.12「コレコース」シアター711（作・演出・出演）

### 舞台
- R-plan旗揚げ公演「CROSS　WORLD」ウッディーシアター中目黒　2009.10.22 - 10.25（作・演出・出演）
- 劇団BRATS旗揚げ公演「アメリ館」新宿シアターブラッツ　2010.7.1 - 4（作・演出）
- 神保町花月「たいよう」2011.4.20 - 24（演出）
- 神保町花月「アダム」2011.7.20 - 24（脚本）
- 神保町花月「ホワイトハウス」2012.2.21 - 26（脚本）
- LIVE ACT「青の祓魔師」日本青年館大ホール　2012.5.11 - 17（演出補）
- ワイアールジャパン「コップの中の嵐」（脚本）
- ステージアクト「Re:サービス」（作・演出）

### イベント
- よしもとクリエイティブエージェンシールミネtheよしもと「ダンサブルコント」（構成）
- よしもとクリエイティブエージェンシールミネtheよしもと「ダンス×お笑い＝フュージョン！！」（構成）
- よしもとクリエイティブエージェンシーなんばグランド花月「ダンス×お笑い＝フュージョン！！」（構成）
- よしもとクリエイティブエージェンシー「dancebookいいね！」（構成）
- Jin-Machineワンマンミサ『ジョイフル』東京キネマ倶楽部（構成）
- 全日本模型ホビーショーKYOSHOブース（構成）

## 主な出演歴

### テレビ
- 爆笑オンエアバトル（NHK総合）
- 爆笑トライアウト（NHK総合）
- モバタレGREAT（日本テレビ）
- クギづけ（日本テレビ）
- 爆笑ピンクカーペット（フジテレビ）
- お笑い登竜門（フジテレビ）
- ハロモニ（テレビ東京）
- 逆流リサーチ大賞（テレビ東京）
- お笑いネクストブレーカー（BSフジ）
- BSブランチ（BS-TBS）
- 峰竜太のなっとくニッポン（BS朝日）

### テレビドラマ
- スシ王子!（テレビ朝日）
- 風の市兵衛（2018年） ‐ 石井彦十郎

### 映画
- 20世紀少年最終章〜ぼくらの旗〜
- 劇場版TRICK 霊能力者バトルロイヤル

### ラジオ
- ラジズレ オヤジの常識（RFラジオ日本、2009年4月 - ）
- フリートーカージャック（RFラジオ日本）
- 笑ってEじゃん（RFラジオ日本）
- ミュージックパワーステーション（RFラジオ日本）
- 銀河に吠えろ!宇宙GメンTAKUYA（ニッポン放送）
- レコメン!（文化放送）

### CM
- サントリー「ヴィッテル」
- P&G「ボールド」
- 参天製薬「サンテＦＸネオ」

### 舞台
- MSK「銀座cafe太子堂」恵比寿エコー劇場　2007.5.12～13
- MSK「ボンチピープル」新宿シアターモリエール　2008.11.1～2
- 夢知無恥ぷれぜんつ「茶柱婦人」恵比寿エコー劇場　2008.11.26～30
- teamキチキチ第三回公演「ＢＵＮＫ　ＰＵＮＫ～俺たちの物語」池袋東京芸術劇場小ホール２　2009.7.1～5
- 夢知無恥ぷれぜんつ「猫舌ブギ」恵比寿エコー劇場　2010.3.17~21
- 夢知無恥ぷれぜんつ「ふきだす絵本」恵比寿エコー劇場　2012.4.19~22
- たいしゅう小説家プレゼンツ「カンタンには死にたくない(仮)」大塚萬劇場 2016.2.24~28
- 「もーれつア太郎 木枯らしに踊る花吹雪」俳優座劇場 2018.12.19~24
- ミュージカル「忍たま乱太郎」初演〜第15弾再演までの全シリーズ

## 典
1. ↑  『金魚のエサ』（前ブログ）2010年8月16日 より